# NLBeter
NLBeter is een Nederlandse politieke partij met als primaire doelstelling de verbetering van de gezondheidszorg, onderwijs en leefomgeving.

## Partij
De oprichters, die arts van beroep waren, meenden vanuit hun eigen professie dat de gezondheidszorg in Nederland hervormd moest worden om ook op termijn hoofd te kunnen bieden aan de problemen van toegang, kwaliteit en betaalbaarheid.
De inhoud wordt samengevat in: "In de zorg, het onderwijs en onze leefomgeving zijn grote problemen die bestaande politieke partijen maar niet opgelost krijgen. Wat ontbreekt zijn politici die echt weten wat er dagelijks speelt. Daarom NL Beter. Omdat het beter kan." Naast hun focus op gezondheidszorg en onderwijs benadrukt de partij ook de leefomgeving als een belangrijk aandachtsveld. Bijzondere aandacht binnen dat thema krijgen de onderwerpen veiligheid, bouwen en woonomgeving, inclusie, integratie en migratie, leefbaar inkomen en klimaat. Voor een goede gezondheid acht de partij een goede leefomgeving essentieel.
NLBeter heeft buiten het bestuur en de kandidaten geen leden en kent geen regionale of plaatselijke afdelingen.

## Geschiedenis
De partij is in november 2019 opgericht door de artsen Esther van Fenema, Ronald Mann, Janneke Wittekoek, Wanda de Kanter en Jan Rotmans en deed voor het eerst mee aan de Tweede Kamerverkiezingen van 2021. Vrij snel na de oprichting trokken De Kanter en Rotmans zich terug.
De partij deed mee met de Tweede Kamerverkiezingen van 17 maart met als lijsttrekker Esther van Fenema. Op de kandidatenlijst stonden naast haar nog dertien andere personen met name met een gezondheidszorg- of onderwijsachtergrond. Op plaats twee stond docent Ton van Haperen en op plaats drie cardioloog Janneke Wittekoek. NLBeter behaalde 0,1% van de stemmen, niet voldoende voor een zetel.
Na de verkiezingsuitslagen heerste de vraag of NLBeter een politieke partij zou moeten blijven, of mogelijk een doorstart zou kunnen maken als beweging. Nadien werden de website en socialmedia-accounts van de partij offline gehaald.